# Helga Stentzel
Helga Stentzel, née en Sibérie, est une artiste visuelle d'origine russe.

## Biographie
Helga Stentzel étudie à l'Université technique d'État d'Omsk. Elle est diplômée d’une licence en graphisme et publicité au Central Saint Martins College of Art and Design de Londres. Elle commence sa carrière en tant que directrice artistique dans le secteur de la publicité,.

## Carrière artistique
Helga Stentzel est connue pour son utilisation d'objets domestiques dans son art, en particulier la nourriture et le linge de maison. Pour la série Surréalisme domestique, elle utilise des vêtements, des ustensiles de cuisine, des livres ou encore du pain pour créer des personnages et des scènes du quotidien,. 
L’artiste travaille sur un large éventail de supports, et pratique notamment l'illustration, la photographie, la vidéo et l'animation image par image. Elle attribue à la simplicité, aux activités quotidiennes et à l'observation sans attentes, les principales inspirations de son travail,.
En 2021, les œuvres intitulées Pegasus et Smoothie, soit les représentations d’un cheval et d’une vache stylisés à partir de linge sur une corde à linge, ont bénéficié d'une couverture médiatique internationale de la part de médias tels que The Chosun Ilbo, Colossal et El Colombiano,,,.

## Reconnaissance
En 2020, Helga Stentzel remporte le prix Snackable Content Awards de la Créatrice d'art alimentaire de l'année.

## Distinctions
- 2020 : Snackable Content Awards